# Élisabeth Baume-Schneider
Pour les articles homonymes, voir Baume et Schneider.
Élisabeth Baume-Schneider, née le 24 décembre 1963 à Saint-Imier (originaire des Breuleux), est une personnalité politique suisse, membre du parti socialiste.
Elle est députée du canton du Jura au Conseil des États de 2019 à 2022, après avoir été ministre dudit canton de 2003 à 2015. Le 7 décembre 2022, elle est élue au Conseil fédéral, où elle dirige un an le département de justice et police avant de reprendre celui de l'intérieur.

## Biographie
Élisabeth Baume-Schneider naît Élisabeth Schneider le 24 décembre 1963 à Saint-Imier, dans le canton de Berne. Elle est originaire des Breuleux, dans le canton du Jura. Ses parents sont agriculteurs. Son père était conseiller communal et président du Parti libéral-radical des Bois. Ses grands-parents sont alémaniques.
Après sa maturité à l'école de commerce de La Chaux-de-Fonds en 1983, elle étudie les sciences économiques et sociales à l'Université de Neuchâtel dont elle sort munie d'une licence en 1987, avant d’exercer la profession d'assistante sociale auprès de l'Association neuchâteloise pour le bien des aveugles en 1988. L'année suivante, elle est engagée au Service social et médico-social des Franches-Montagnes, où elle assume notamment des mandats de curatrice. Elle y travaille jusqu'en 2000. De 2000 à 2001, elle est assistante sociale aux Services sociaux régionaux du canton du Jura.
En 2015, après ses trois mandats au Gouvernement jurassien, elle devient directrice de la Haute École de travail social et de la santé de Lausanne. Elle reste à ce poste jusqu'en 2019.
Elle est mariée à Pierre-André Baume, professeur d'auto-école aux Breuleux. Ils ont deux garçons, nés en 1993 et 2000.

## Parcours politique
Ancienne militante du Parti socialiste ouvrier, elle est élue au Parlement du canton du Jura sous les couleurs du Parti socialiste après en avoir été députée suppléante à l'âge de 30 ans. Elle est réélue en 1998 et préside l'hémicycle en 2000. Elle est coprésidente du Parti socialiste jurassien de 2000 à 2001.
En 2002, elle accède au gouvernement jurassien, où elle dirige le Département de la formation, de la culture et des sports. En 2004, elle rompt la collégialité lorsque le Conseil d'État décide d'augmenter d'une heure, le temps de travail hebdomadaire des enseignants,. Réélue en 2006 et 2010, présidente de la Conférence des ministres de l’instruction publique de Suisse latine de 2009 et 2013, présidente du gouvernement jurassien en 2006, 2008 et 2012, elle ne se représente pas en 2015.
Candidate aux élections fédérales du 20 octobre 2019, elle est élue au Conseil des États avec le meilleur résultat du canton du Jura (8 895 voix, devant Charles Juillard (PDC) et ses 7 630 suffrages). Elle y siège à la Commission de l'environnement, de l'aménagement du territoire et de l'énergie (CEATE), qu'elle préside depuis fin 2021, à la Commission de la science, de l'éducation et de la culture (CSEC) et à la Commission de gestion (CdG).
Élue en 2021 à la seconde vice-présidence du Conseil des États, elle est remplacée à la suite de son élection au Conseil fédéral par la Bâloise Eva Herzog, qui préside la chambre haute en 2024.
Fin 2021, elle se porte candidate à la succession d'Ada Marra à la vice-présidence du Parti socialiste suisse. Elle y est élue le 6 février 2022.

### Conseillère fédérale
En novembre 2022, elle annonce vouloir se présenter à la succession de Simonetta Sommaruga au Conseil fédéral. À l'occasion de cette candidature, sa franchise, son empathie et son caractère conciliant sont relevés par ses collègues parlementaires. Lisa Mazzone la compare ainsi à l'ancienne conseillère fédérale Doris Leuthard pour sa capacité à parler à la population. Elle est retenue sur le ticket officiel de son parti le 26 novembre 2022, aux côtés d'Eva Herzog. Le 7 décembre 2022, elle est élue au troisième tour par 123 voix contre 116 à Eva Herzog (et 6 pour Daniel Jositsch). Son élection permet au canton du Jura d'être représenté pour la première fois de son histoire au Conseil fédéral. Lors de la répartition des départements, elle se voit confier celui de justice et police.
Le 13 décembre 2023, elle est réélue au Conseil fédéral avec 151 voix. Elle succède à Alain Berset le 1er janvier 2024 à la tête du Département fédéral de l'intérieur.

## Autres mandats
En 2021, elle devient présidente du conseil de fondation de la Haute École de travail social et de la santé (HETSL). Elle est aussi vice-présidente du comité directeur de la Conférence suisse des institutions sociales depuis 2019.